# Estádio Joaquim Domingos Roriz
O Estádio Joaquim Domingos Roriz, conhecido popularmente como Rorizão, é um estádio de esportes brasileiro, situado em Samambaia, no Distrito Federal.
Esta localizado na QR 301 de Samambaia no Distrito Federal.

## História
O estádio foi inaugurado em 14 de agosto de 1994 com a partida entre Samambaia F.C. 1 x 0 Taguatinga. Com capacidade total é de 6.000 espectadores, seu nome é uma em homenagem para o ex-governador do Distrito Federal, Joaquim Roriz.

## Interdição
Em 2013, a Defesa Civil do Distrito Federal determinou a interdição do estádio, que fica na QR 301 de Samambaia.Coube ao governo do Distrito Federal. reformar a estrutura. Foram investidos R$ 399.800 na troca do gramado, recursos obtidos por meio de emenda parlamentar.
Correspondente ao padrão exigido pela Confederação Brasileira de Futebol para receber jogos do campeonato nacional, a nova grama usada é do tipo bermuda. Ela é bastante resistente a pisoteio e a altas temperaturas e tem boa capacidade de regeneração.
O próprio clube, com auxílio da Administração Regional de Samambaia e de empresários locais, fez outras intervenções pontuais. Foram reparos hidráulicos e elétricos, além da pintura das arquibancadas.

## Reinauguração
O estádio foi reaberto no dia 30 de Julho de 2017 com a partida entre Samambaia 1 x 0 Botafogo-DF pela Segunda Divisão do Campeonato Candango. Com público de 520 espectadores e com o gol do atacante Gilvan, pela partida de volta da semifinal da divisão de acesso do "Candangão", o Samambaia repetiu o placar da partida de ida, derrotou o Botafogo-DF por 1×0 e se classificou para a primeira divisão do Campeonato Brasiliense do ano 2018.